# Hyundai Eon
Hyundai Eon - 5-дверный хетчбэк особо малого класса производства компании Hyundai. Продажи были запущены 1 октября 2011 года в Индии, на Филиппинах - в марте 2012 года.
Eon производится в Индии на заводе в Ченнаи, для внутреннего и экспортного рынков как автомобиль начального уровня (расположен в модельном ряду ниже i10 и Santro Xing).

## Дизайн
Eon был разработан совместно между центрами Hyundai R&D в Намъян, Южная Корея и в Хайдарабаде, Индия. Он предлагается с 814-кубовым 3-цилиндровым бензиновым двигателем. По данным филиппинских дистрибьюторов Hyundai, Eon имеет топливную экономичность в 26,3 километра на литр.
В январе 2012 года Hyundai-Индия объявила модель Eon, работающую на газе, с дополнительной стоимостью около 27000 INR за модель.

## Спецификации
Eon вначале собирались предлагать в шести вариантах. Тем не менее, после того, как Hyundai обновила модельный ряд, осталось только пять спецификаций:
- D Lite - Нагреватель и четыре вентилятора, блокировка дверей для детей, хромовая решетка радиатора, иммобилайзер, задние ремни безопасности, подстаканник, электропривод задней двери, индикатор топлива и двухцветной бежево-коричневый интерьер.
- D Lite Plus - те же особенности, как и D-Lite, но имеет кондиционер и колпаки для колёс.
- Era Plus - Тонированные стекла, окрашенные в цвет кузова бампера, металлическая отделка центральной консоли, электроподъёмники передних стекол, центральный замок со стороны водителя и электрический усилитель руля.
- Magna Plus - передние и задние динамики, такие полезные опции, как аудиосистема 2 DIN Радио+CD+MP3 с двумя динамиками спереди, USB-порт, вспомогательный порт и цифровые часы[2].
- Sportz - вход без ключа, передние противотуманные фары, водительская подушка безопасности, наружные зеркала и дверные ручки в цвет кузова, металлическая отделка трехспицевого рулевого колеса (в отличие от других вариантов, которые имеют двухспицевые колёса).

## Маркетинг и позиционирование
Eon конкурирует с Maruti Alto в Индии и Suzuki Celerio на рынках Юго-Восточной Азии.

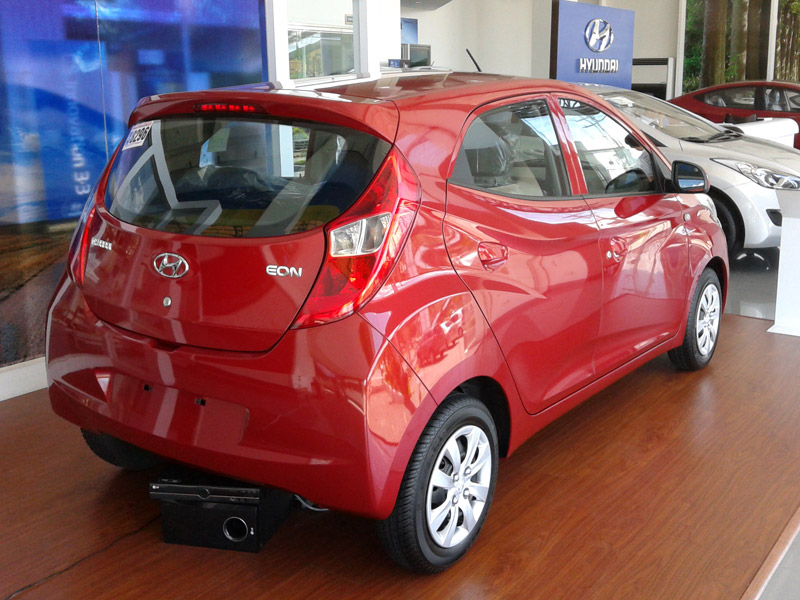
Hyundai Eon сзади (Филиппинская модель)
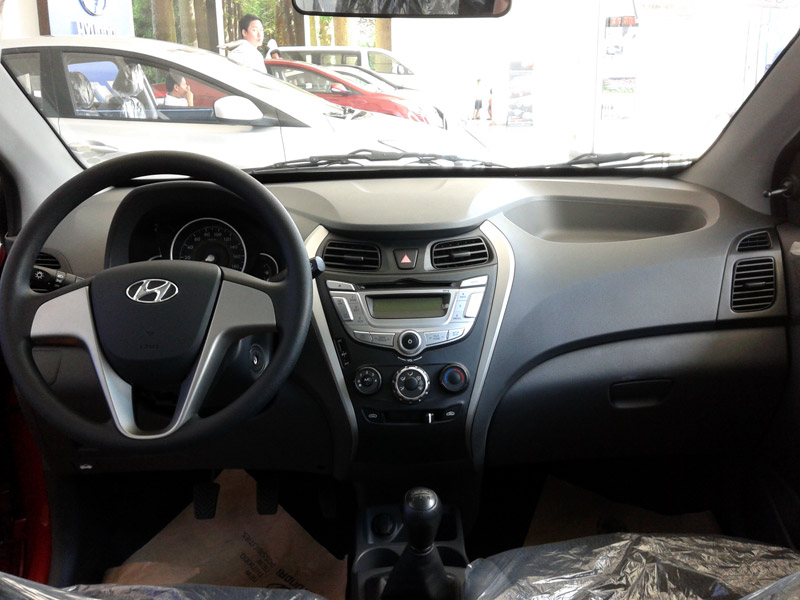
Интерьер Hyundai Eon (Филиппинская модель)